# 복수전자
복수전자는 조경아 작가의 두번째 장편 소설이다.
3인칭 관찰자 시점의 후속작으로 주인공 테오의 12년 후 이야기.

소설 복수전자
부조리한 세상을 돌파해나가는 새로운 방식의 연대 갑갑한 속을 시원하게 뚫어줄 유쾌하고 도발적인 복수 이야기

신도시 상가 한편에 시대를 초월한 듯 자리 잡은 웃기고 이상한 가게가 있다. 복수전자. 각종 전자제품을 수리하는 전파상처럼 보이는 이곳이 억울한 사람들의 복수를 대신해주는 곳임을 아는 이는 많지 않다. 12년 전 자신의 심장 같았던 친구 베드로를 잃은 테오는 천직이라 여기던 사제직을 내려놓고 오랜 방황 끝에 복수전자를 열었다. 아무런 잘못 없이 일방적으로 피해자가 될 수밖에 없는 사람들에게 복수가 자신을 지킬 수단이 될 수도 있다는 것을 알려주고 싶었기 때문이다. 잘못하면 분노와 원망에 사로잡혀 스스로를 파멸로 이끌 수도 있는 개인의 복수를 사회적인 복수, 사회적 방어 시스템으로 대치시키겠다는 것이 테오의 생각이었다. 그의 바람대로 법의 보호를 받지 못하는 사람들, 정상적인 방법으로는 아무것도 바꿀 수 없는 사람들이 지난 12년간 복수전자의 힘으로 새 삶을 찾았다. 그리고 지금, 국회의원 아버지에게 복수하고 싶다는 255번째 의뢰자 기성우가 찾아오면서 복수전자와 테오는 새로운 도전에 놓인다.
테오는 작가의 전작 『3인칭 관찰자 시점』에서 시점을 갖지 못한 채 관찰자들의 시선에 둘러싸여 있던 주인공, 연쇄살인범의 아들 바로 그다. 작가는 한 독자의 질문을 계기로 테오가 그 후 어떤 삶을 살았을까를 떠올리다가 12년 뒤의 이야기인 『복수전자』를 쓰게 되었다고 한다. 테오를 사제에서 복수전자 사장이 되도록 만든 가혹한 과거사는 얽히고설킨 복수 이야기의 시발점이라 할 수 있다.

목차
프롤로그: 뜨거운 복수 

1. 휘말리다_의뢰자 255. 기성우 

2. 파고들다_의뢰자 254. 옥선정 

3. 마주하다_의뢰자 258. 윤두성 

4. 관여하다_의뢰자 181. 윤보미 

5. 금기하다_의뢰자 260. 한상현 

6. 불행하다_의뢰자 261. 정혜영 

7. 드러내다_의뢰자 258. 윤두성 

8. 뒤틀리다_의뢰자 262. 마우식 

9. 돌아가다_의뢰자 262. 마우식 

10. 고백하다_의뢰자 47. 이현민 

에필로그: 차가운 복수 

- <<출처 : 인터넷 교보 문고 제공>>